# Carlos Íñigo
Carlos Íñigo Medina (13 de diciembre de 1960 - 17 de septiembre de 2017) fue un actor de doblaje mexicano, con más de 35 años de trayectoria. Entre sus trabajos más conocidos estuvieron Joey Wheeler en Yu-Gi-Oh!, Rocko en La vida moderna de Rocko, Daggett en Los castores cascarrabias, el Profesor Frink (Brinco) en Los Simpson, Steve Rhoades en Matrimonio con Hijos, Billy Cranston/Blue Ranger en Power Rangers y Tito Valentino en Doug. Su preparación actoral la realizó en el Instituto Andrés Soler, perteneciente a la Asociación Nacional de Actores (ANDA). Además era licenciado en Comercio Exterior. 
Su padrino en el doblaje fue Eduardo Liñán y tuvo como maestros a Alberto Gavira, Magdalena Ruvalcaba, Maynardo Zavala, Rosario Muñoz Ledo, Narciso Busquets, Carlos Magaña y Fernando Álvarez.
Carlos era tío de los también actores de doblaje Lupita Leal, Alfredo Leal y Miguel Ángel Leal.

## Filmografía

### Anime
- Hagane Kotetsu en Naruto
- Hagane Kotetsu en Naruto Shippūden
- Joey Wheeler en Yu-Gi-Oh!
- Joey Wheeler en Yu-Gi-Oh!: Monstruos encapsulados
- Abidos el tercero y Lucien Grimley en Yu-Gi-Oh! GX
- Lucien Grimley en Yu-Gi-Oh! GX
- Caswell en Yu-Gi-Oh! Zexal
- Sasuke en Mirmo Zibang
- Tommyrod en Toriko
- Karl Heinz Schneider / Entrenador Kira en Supercampeones: Road to 2002
- Speedy Ceviche / Rony Guisemore en Los Gatos Samurai
- Lance en Voltron, defensor del universo
- Padre Karusu / Gerente de banco / Joven en espectáculo de patinaje en Cazafantasmas Mikami
- Peyote Díaz / Punchi (Muscle Punch) / Ponchi (ep. 18) en Shaman King
- Jaken (1.ª voz) / Guardia del palacio atacado por Kotatsu en Inuyasha
- Kabaji / Jango en One Piece
- Príncipe Encentro Ludwing Von Monterstein en Los Caballeros del Mundo Mon
- Beto Fetiches (Hikaru Gosunkugi) / Daisuke (ep. 19) / Kinin (forma de sacerdote bondadoso) / Tsubasa Benny (voz masculina) / Voces adicionales en Ranma ½
- Kapiman en Autopista
- Ringo Richards en Tekkaman Blade
- Chef en Zatch Bell
- Hinagiku (2.ª voz) / Kensei Muguruma / Voces adicionales en Bleach
- Yukimaru / Shige Heike en Samurai Champloo
- Caca en Dr. Slump: Las travesuras de Aralé
- Ducket en Monster Rancher
- MoltanicMan en MegaMan NT Warrior
- Dr. Proctor / "Ruco" Shuckle / Rico / Estudiante y réferi de Roxanne en Pokémon
- Profesor en Dante el señor de los demonios
- Justy Ueki Tylor (3 eps.) en Tylor, el capitán irresponsable
- Sirviente del Rey / Velocín en Cuentos de los Hermanos Grimm
- Sam en El jardín secreto
- Ridley en Aventuras de la pequeña sirenita por Saban
- Harao Kiminari (1.ª voz) / Motociclista en pruebas en Eyeshield 21
- Gill en Bakugan: Invasores Gundalianos
- Masashi Esaka en Hungry Heart (doblaje mexicano)
- John Julian Darling en Las aventuras de Peter Pan
- Hayate en Bucky en busca del mundo cero
- Blinky en Sandy y sus koalas
- Ryudo Uzaki en Koni Chan
- Knuckle Joe en Kirby

### Películas de anime
- Tatsuo Kusakabe en Mi vecino Totoro
- Gregg Glenn en Resident Evil: Degeneración
- Réferi en Pokémon: Negro/Blanco Victini y Reshiram/Zekrom

### Series de televisión
David Yost
- Billy Cranston/Blue Ranger en Mighty Morphin Power Rangers (1993-1995)
- Billy Cranston en Mighty Morphin Alien Rangers (1995)
- Billy Cranston en Power Rangers Zeo (1996)

Joshua Jackson
- Pacey Witter en Dawson's Creek (1998-2003)
- Peter Bishop en Ciencia al límite (2008-2011)

Otros
- Victor Fries/Sr. Frío (Nathan Darrow) en Gotham (2016-2017)
- Joel Stevens (Josh Cooke) En el corazón del sur (2013-2015)
- Theodore "Ted" Mosby (Josh Radnor) / Narrador (Bob Saget) / Insertos y títulos en Cómo conocí a tu madre (2009-2013)
- Lauder Wakefield (Marc Menchaca) en Homeland (2012) (versión 20th Century Fox)
- Johannes Burchart (Simon McBurney) en Los Borgia (2011-2013)
- Gavin (Jonathan Togo) en Ángel del Infierno (2016)
- Dr. Brett Robinson (Zach Gilford) en La doctora de la mafia (2012-2013)
- Eli Webber (Michael Blaiklock) en Don't Trust the B---- in Apartment 23 (2012-2013)
- Huesos
  - Colin Fisher (Joel Moore) (2009-2011)
  - Jason DeFry (Rob Boltin) / Buscador del FBI Dave (Steve Spel) / Cadete Williams (Daniel Lue) (2008)
- Carl Howell (John Stamos) en Glee (2010-2011)
- Jack Bass (Desmond Harrington) en Chica indiscreta (2009-2010)
- Jamie Doyle (Bernard Curry) / James Holbrook (Cheyenne Wilbur) / Voz de noticiero en TV en Lindas mentirosas (2010-2015)
- Mark Francis (Nicholas Lea) / Jason Brodeur (T.J. Ramini) / Carter Bowen (Warren Christie) / Cyrus Vanch (David Anders) en Flecha (2012-2013)
- Cheb (Alfred Adderly) en Sam & Cat (2013)
- Crustor (Stephen Brunton) en Power Rangers Samurai (2012)
- Gavin (Zack Silva) en Terriers (2010)
- Dr. Ramsey (Jamie Kennedy) en Eureka (2010)
- Victor Stone/Cyborg (Lee Thompson Young) en Smallville (2010)
- Jason Elkins (Matt Horohoe) / Hal Hasker (Scott Holroyd) en The Glades: Sol mortal (2010)
- Profesor DeGrute (Matthew Ferguson) en Secundaria secreta (2010)
- Daniel Porter (Chad Lowe) en Una diva cambiando de cuerpo (2010)
- Henry (Scott Dean) en Renuncio a iCarly (2009)
- Steven Wench (Joseph Will) / Voces adicionales en El mentalista (2009-2015)
- Calvin (Timothy Hornor) / Agente Morrow (Chris Butler) / Voces adicionales en iCarly (2007-2012)
- Archie Johnson (Archie Kao) (1.ª voz) / Voces adicionales en CSI: Crime Scene Investigation
- Juan Ortega (José Zúñiga) / Voces adicionales en CSI: Miami (2007-2009)
- Voces adicionales en CSI: Nueva York
- Jason Winker (Curt Fortin) en La casa de Anubis (2006-2009)
- Jimmy Taylor (Bob Stephenson) en Jericho (2006-2008)
- Saigon / Nick Rubenstein (Adam Goldberg) en El séquito (2005-2007)
- Kevin Volchok (Cam Gigandet) en O.C. Vidas ajenas (2005)
- Marco Pacella (Richard Kahan) en Los 4400 (2004-2007)
- Mike Espy (Callum Keith Rennie) / Paul Bonner (Jason Diablo) / Carl Burguess (Michael Eklund) en Conmovedora maldad (2004)
- Timothy "Tim" McGee (Sean Murray) en NCIS: Criminología Naval (2003-2005)
- Nicholas "Nick" Bluetooth (Matthew Ewald) en Galidor (2002)
- Cadete Stanley (Karim Prince) / Kevin (Victor Z. Isaac) / Voces adicionales en Malcolm (2000-2006)
- Alan Twitty (A.J. Trauth) en Mano a mano (2000-2003)
- Steven Wench (Joseph Will) en El mentalista (Temp 2 ep 20) (2010)
- Leonardo (Michael Dobson) / Psycho Blue Ranger en Power Rangers en el espacio (1998)
- Trey de Triforia / Gold Ranger (Brad Hawkins) (1.ª aparición) en Power Rangers Zeo (1996)
- Manny Gutiérrez (José Solano) en Guardianes de la bahía (1996-1999)
- Joxer (Ted Raimi) en Xena: La princesa guerrera (1995-2001)
- Stinky "Apestoso" (Dave Goelz) en El show de los animales (1994-1997)
- Winston Egbert (Michael Perl) en Mellizas y rivales (1994-1997)
- Richard "Ringo" Langly (Dean Haglund) / Brad Follmer (Cary Elwes) (eps. 191-192 y 199) / Eugene Victor Tooms (Doug Hutchison) (ep. 21) / Samuel Hartley (Scott Bairstow) / Voces adicionales en Los expedientes secretos X (1993-2002)
- Roger Clinton (temp. 2) / Michael (Andrew Levitas) / Peter Bidwell (Ron Melendez) (ep. 35) / Eddie (James Marsden) / Voces adicionales en La niñera (1993-1999)
- Clarence Leon E Li Thong en Kung fu: La leyenda continúa (1993-1997)
- Martin "Marty" Taylor (William O'Leary) / Voces adicionales en Mejorando la casa (1991-1999)
- Cody Lambert (Sasha Mitchell) en Paso a paso (1991-1998)
- Frank Lemmer (Taj Johnson) en Parker Lewis, el ganador (1990-1993)
- Tyler Benchfield (Tommy Puett) en La vida sigue su curso (1989-1993)
- Steve Rhodes (David Garrison) (temps. 1-7) / Aaron (Hill Harper) / Voces adicionales en Matrimonio...con hijos (1987-1997)
- Caso resuelto
  - Kelvin Blake (Don Franklin) (temp 5 ep 5) (2009)
  - Darren Tatem (Joel Bissonnette) (Temp 6 ep 3) (2010)
- Voces adicionales en Clave roja (1981-1982) (Debut)
- Voces adicionales en MacGyver
- Voces adicionales en Los años maravillosos
- Voces adicionales en Las aventuras de Pete y Pete
- Voces adicionales en Millennium
- Voces adicionales en Misterios sin resolver
- Voces adicionales en Es tan Raven
- Voces adicionales en Drake & Josh
- Voces adicionales en Zoey 101
- Voces adicionales en Hechiceras
- Voces adicionales en Boardwalk Empire

### Miniseries
- Ekosh (ep. 3) (Fintan McKeown) en La Biblia (2013)
- Gmork / Sr. Blank (Edward Yankie) en Cuentos de la historia sin fin (2001)
- Bruno (Colm Feore) en Refugio (2001)
- Jasón (Jason London) en Jasón y los argonautas (2000)

### Películas
John Leguizamo
- Antonio en Sueño americano (2005)
- Ignacio en La revancha (1990)
- Antonio Díaz en Pecados de guerra (1989)

John Cusack
- Myrl Redding en The Jack Bull (1999)
- Denny Lachance en Cuenta conmigo (1986)
- Lane Meyer en Lecciones de amor (1985)

Seth Green
- Patrick en Scooby-Doo 2: Monstruos sueltos (2004)
- Scott Evil/Scott Malito en Austin Powers: El agente internacional del misterio (1997) (doblaje original)

Chris O'Donnell
- D'Artagan en Los tres mosqueteros (1993)
- Buddy Threadgoode en Tomates verdes fritos (1991)

Andrew Paris
- Bud Kirkland en Locademia de policía 4 (1987)
- Bud Kirkland en Locademia de policía 3 (1986)

Otros
- Voces adicionales en Captive (2015)
- Chris (Nash Edgerton) en Hijo del crimen (2014)
- Dr. Robert Stephens (Leo Bill) en Mejor otro día (2014)
- Owen (Sam Rockwell) en El camino de vuelta (2013) (versión Diamond Films)
- Robert Latham (John Hawkes) en Lincoln (2012)
- Interrogado en monitor (Wahab Sheikh) / Zied (Eyad Zoubi) / Voz de piloto (Alan Pietruszewski) en La noche más oscura (2012)
- Nick Massey (Joel Moore) en 12 horas (2012) (2.ª versión)
- Michael (Owen Davis) en Súper Volcán (2011)
- Sam Wexler (Josh Radnor) en HappyThankyouMorePlease (2010)
- Cam Armstrong (Geoff Stults) en Ni en tus sueños (2010)
- Kevin (Stephen Mailer) en El buen latido (2010)
- Rodney Bingenheimer (Keir O'Donnell) en The Runaways: Unidas por un sueño (2010)
- Doctor Felix (Felix Sabates) / Asesino de Booth (James Brownlee) en Machete (2010)
- Detective Bob Lake (Trevor St. John) en My Soul to Take (2010) (versión Universal)
- Hombre del clima (Steve Park) en Un despertar glorioso (2010)
- Graham Clayton (Tom Hollander) en El solista (2009)
- Paxton Harding (Ed Helms) en The Goods: Live Hard, Sell Hard (2009)
- Wade (Jonathan Sadowski) en Viernes 13 (2009) (versión Paramount)
- Doctor de Berlín (Peter Jordan) en Agente internacional (2009)
- Sam Shapiro (Mike Binder) en Las vidas privadas de Pippa Lee (2009)
- El mago (Cyril Takata) en Lucha sangrienta (2008)
- Alguacil Lee (Rene Mousseux) en Conspiración violenta (2008) (doblaje mexicano)
- Ben Thomas (Michael Ealy) en Siete almas (2008)
- Cam (Sam Golzari) en 21: Blackjack (2008)
- Agente de empleos (Ken Jeong) en Hermanastros (2008)
- DJ Tyler (Jay Phillips) en Noche de graduación sangrienta (2008)
- Teniente Michael Simmons (Ken Bevel) en A prueba de fuego (2008)
- Andrew Hurley de "Fall Out Boy" / Voces adicionales en Rápido y fogoso (2008)
- Nicolás (Simon Woods) en Sunny y el elefante (2008)
- Eric (Patrick Wilson) en Passengers (2008)
- Abby (Naveen Andrews) en Planet Terror (2007)
- Shel (John Stamos) en La guerra de las bodas (2006)
- Joven de color en reunión cristiana en La segunda oportunidad (2006)
- Presentador del juego en Casino Royale (Carlos Leal) en 007: Casino Royale (2006)
- Ryan Howell (Jonathan Bennett) en Enamorados por accidente (2006)
- Nong Jinsun (Yong Dong) en Sin miedo (2006)
- Leopold Bloom (Matthew Broderick) en Los productores (2005)
- William Davis (Eric Stoltz) en Los Lunamieleros (2005)
- Mahmoud (Federico Dordei) en Gigoló por accidente en Europa (2005)
- Policía #1 / Cuidador de niños / Barney en Oliver Twist (2005)
- Soldado surcoreano en Hermandad en guerra (2004)
- Luke (Matthew Lillard) en El departamento (2004)
- Ira Nachlis (Kevin Sussman) en Las exnovias de mi novio (2004)
- Lucien (David La Haye) en Días de pasión (2004) (2.ª versión)
- Paciente (un diálogo) en La furia del cielo (2003)
- Tama (Joe Folau) en La leyenda de Johnny Lingo (2003)
- Chris Flynn (Desmond Harrington) en Camino hacia el terror (2003)
- Hermano de Jamie (Dan Fredenburgh) / Conductor de TV en Realmente amor (2003)
- Bill (Jeremy Davies) en Dogville (2003)
- Allen Harris (Chris Klein) en El crimen de Leland (2003)
- Voces adicionales en La ubicación (2002)
- Policía en El Hombre Araña (2002)
- Alan Twitty (A.J. Trauth) en Mano a mano: La película (2002)
- Joey LaMarca (James Franco) en Herencia de sangre (2002) (redoblaje)
- Policía en El Hombre Araña (2002)
- Voces adicionales en El fin del mundo (2001)
- Voces adicionales en Histeria: La historia de Def Leppard (2001)
- Voces adicionales en El mundo está loco loco (2001)
- Amigo de Andrew en Una lección de perdón (2001)
- Sonny Grotowski (Heath Ledger) en Monster's Ball (2001) (versión Videomax)
- Joven en la conferencia (Bernard Zilinskas) en Jurassic Park III (2001)
- Ted Welsh (Will Estes/Michael Cera) en La doble vida de mi marido (2001)
- Alex Corvis / El Cuervo (Eric Mabius) en El Cuervo 3: La salvación (2000)
- Jasón (Jason London) en Jasón y los argonautas (2000)
- Dodge en Thomas y el Ferrocarril Mágico (2000) (doblaje de TV)
- Rannulph Junuh (Matt Damon) en Leyendas de vida (2000) (doblaje original)
- Mayor Mark Biggs (Guy Pearce) en Reglas de combate (2000)
- Aladino (Jason Scott Lee) en Las mil y una noches (2000)
- Agente Ted (Hiro Kanagawa) en Epicentro (2000)
- Patrick (Kurt Deutsch) en Descuido de amor (2000)
- Tom (André Carthen) en El esposo de otra mujer (2000)
- Donald Dalglish (Wes Bentley) en Riqueza perdida (2000)
- Adam Webber (Brendan Fraser) en Buscando a Eva (1999)
- Burke (William Fichtner) en Go: Viviendo sin límites (1999)
- Richard Reiben (Edward Burns) en Rescatando al soldado Ryan (1998)
- Chug Roman (A.J. Buckley) en Perturbados (1998) (doblaje original)
- Jack Manfred (Clive Owen) en Croupier (1998)
- Joe Newton (Skeet Ulrich) en La pandilla Newton (1998)
- Matt (Jonathan Crombie) en Compañías peligrosas (1998)
- Timothy "Tim" Wright (Stefan Brogren) en Hairshirt (1998)
- PC Sid Edwards (Christopher Atkins) en El pequeño unicornio (1998)
- Orin Haner Jr. (Brad Hunt) en Infierno bajo tierra (1997)
- Tolliver Tynan (Jake Weber) en Lo que el sordo oye (1997)
- Relámpago en Elmo salva la Navidad
- Ed (Jamie Foxx) en La verdad acerca de perros y gatos (1996)
- Brad (Winston Brown) en Susie Q (1996)
- Ken Lim (James Sie) en Reacción en cadena (1996)
- Buzo en La Máscara (1994)
- Ed Wood (Johnny Depp) en Ed Wood (1994)
- Jimmy Lee (Mark Dacascos) en Doble dragón (1994)
- Lamar Dickey (Benicio del Toro) en Luna de porcelana (1994)
- Kenshin (Henry Hayasu) en Las Tortugas Ninja III (1993) (versión New Line)
- Oficial Randy (Kipp Marcus) en Jason condenado al infierno: El último viernes (1993)
- Omouri (Maduka Steady) en Un milagro para Lorenzo (1992)
- Carlos (Ricky Dean Logan) en Pesadilla en la calle del infierno 6: La muerte de Freddy (1991)
- Nick Fifer (Woody Allen) en Escenas en un centro comercial (1991)
- Muchedumbre en Rocky V (1990) (doblaje original)
- Joseph Hurley (William Baldwin) en Línea mortal (1990)
- Quan (James Hong) en Tango & Cash (1989) (doblaje original)
- Michael Jackson en Moonwalker (1988)
- Darryl (Eriq La Salle) en Un príncipe en Nueva York (1988)
- Louis Mozart (Brent Jennings) en La serpiente y el arco iris (1988)
- Sr. Richards (James Spader) en Me enamoré de un maniquí (1987) (redoblaje)
- Ted (Vincent Murray) en Joven otra vez (1986)
- Roger (Mathew Reed) en Perfección (1985)
- Camarero (James Lerner) en Admiradora secreta (1985)
- Amigo de Johnny en Karate Kid (1984) (doblaje original)
- Violinista (Timothy Carhart) en Los cazafantasmas (1984) (redoblaje DVD)
- Amigo de Apollo en Rocky III (1982) (redoblaje DVD)
- Luther (David Patrick Kelly) en 48 horas (1982)
- Mark "Rat" Ratner (Brian Backer) en Picardías estudiantiles (1982)
- Dr. David Marcus (Merrit Butrick) / Voz en Enterprise en Star Trek 2: La ira de Khan (1982)
- Robert "Boogie" Sheftell (Mickey Rourke) en El merendero (1982)
- Mayor Gobler (Anthony Higgins) en Indiana Jones y los cazadores del arca perdida (1981) (doblaje original)
- Tnte. Werner (Herbert Grönemeyer) en Das Boot: El submarino (1981)
- Hutchinson (James Ingersoll) en Contigo toda la noche (1981)
- Mark (Tom McBride) en Viernes 13 parte II (1981)
- Tommy Price (LeVar Burton) en El cazador (1980)
- Ringo Starr (Ray Ashcroft) en El nacimiento de los Beatles (1979)
- Slime (John Lisbon Wood) en KISS contra los fantasmas del parque (1978)
- Camarógrafo en Rocky (1976) (redoblaje DVD)
- Voces adicionales en Nuestros años felices (1973)
- Baltasar en Romeo y Julieta (1968)

### Series animadas
Don Messick
- Guardabosques Smith (2.ª voz) en El nuevo show del Oso Yogui
- Guardabosques Smith en Yogui y la búsqueda del tesoro

Otros
- Rocko / Antepasado de Rocko / Rocko (niño) / Rocko (anciano) / Vendedor de tazones para perros en La vida moderna de Rocko
- Daggett en Los castores cascarrabias
- Tito Valentino en Doug
- Lexington / Brentwood en Gárgolas
- Profesor Frink (Brinco) (temporadas 5-14) / Justin Timberlake (temporada 12) / Freddy Diamante (temporada 5) / Charlie (temporada 9) / Chef Toshiro (temporada 2) / Stan Marsh (temporada 14) / Voces adicionales (temporadas 2-14) en Los Simpson
- Willie, el señor de los helados / Ronnie Matthews (ep. 42) / Giuseppe (ep. 55) / Iggy (ep. 82) / Ivana Davancevic (Willie disfrazado) (ep. 94) / Miles (eps. 99-100) en ¡Oye Arnold!
- Knuckles en Sonic Underground
- Toad (Honguito) en El show de Super Mario Bros.
- Charles "Upchuck" Ruttheimer III en Daria
- Flash Gordon en Flash Gordon (versión Gaumont)
- Casey Jones en Las Tortugas Ninja
- Stan Marsh (1.ª temporada) en South Park (doblaje mexicano)
- Castor de los dientes / Mosca gritona / Puño de queso / Vendedor anunciante (episodio: Locura espacial) / Niño cebo de res / Chicle masticado / Cangrejo hijo / Bulldog en Ren y Stimpy
- Eugenio (1.ª voz) / Alfonso / Abogado Pino Barnum / Presidente del jurado / Rocko (Alumno de Didi en la preparatoria) / Ickis / Insertos (2 eps.)/ Voces adicionales en Rugrats
- Z (2.ª voz) / Voces adicionales en Rugrats crecidos
- Avispanator (2.ª y 3.ª temporada) en Beast Wars
- Max Dillon/Electro en El hombre araña: La serie
- Pyro / Pierce (desde las 2 partes de la saga del Phoenix Negro) / Gambito (un ep.) en X-Men
- Fondue (de "Sniz y Fondue") / Emmett Freddy / Voces adicionales en KaBlam!
- Muñeco en El rancho del pájaro amarillo
- Voces adicionales en Tres Espías Sin Límite
- Kahn Sopanosifón (temporadas 1-8) en Los Reyes de la colina
- Mort Goldman (5.ª-7.ª temps.) / Ernie el pollo gigante / Voces adicionales en Padre de familia
- Fancy Dan/Ricochet / Aaron Warren (1.ª voz) / Frederick Foswell / Morris Bench en El espectacular Hombre Araña
- Roland Jackson en Los cazafantasmas: La nueva generación
- Shloonktapooxis / Voces adicionales en Invasor Zim
- Dr. Zachary Forge en Jim Lee's Wild C.A.T.S
- Billy en El mundo fantástico de Richard Scarry
- Butch (temps. 1-2) en Las aventuras de Jimmy Neutrón, el niño genio
- Voces adicionales en Las aventuras de Silvestre y Piolín
- Charles Hoffington / Voces adicionales en La casa de los dibujos
- Corg en Robotech: La Nueva Generación
- Voces adicionales en Chuck's Choice (Su último trabajo antes de su fallecimiento)
- Kishin (3.ª voz, un ep.) / Earlsump (un ep.) en Defensores de la Tierra
- Hank Pym/Hombre Hormiga en Los Cuatro Fantásticos: Superhéroes del mundo
- Voces adicionales en El nuevo show del Oso Yogui
- Despistado / Pepe Trueno (algunos episodios) en Yogui y la búsqueda del tesoro
- Sombrero Marisquero (2.ª voz) / Boo Boo / Dido Duende / "Chico humano viviente" / Repartidor de pizza / Voces adicionales en Las sombrías aventuras de Billy y Mandy
- Slash (2.ª voz) en ReBoot
- Voces adicionales (4.ª etapa) en Looney Tunes
- Elmer Gruñón / Pete Puma en El show de los Looney Tunes
- Junko en Storm Hawks
- Stewart Stevenson en Beavis & Butt-Head
- Buddy Bodoquis / Bruce Gafales / Computadora monstruo en Un cachorro llamado Scooby-Doo
- Side Burn en Transformers: Nueva Generación
- García en Futbol animal
- David en Bondi Band
- Clint Barton/Ojo de Halcón / Voces adicionales en Iron Man: aventuras de hierro
- Benito en Mimi y el Señor Bobo
- Jordi en Las aventuras de Cobi
- Zorro ártico / Voces adicionales en Mi compañero de clase es un mono
- Vagabundo G / Voces adicionales en El Chavo
- Elmer Gruñón en Wabbit

### Películas animadas
- Charlie Carbone en Canguro Jack: ¡Hola, Estados Unidos!
- Rudolph en Rudolph, el reno de la nariz roja
- Guardabosques Smith en Yogui y la invasión de los osos espaciales
- Guardabosques Smith / Yapper / Voces adicionales en El gran escape de Yogui
- Mort Goldman/Jawa / Mick Hucknall / Voces adicionales en Padre de familia: Blue Harvest
- Príncipe Abba Dabba en La 3.ª película de Bugs Bunny: Los 1001 cuentos de Bugs (redoblaje)
- Bernie von Beam en Las aventuras de Clutch Powers
- Iggy en Los Supersónicos conocen a los Picapiedra
- Mago en Los Picapiedra: La boda de Pebbles
- Boomer Bledsoe en Doug: la película
- Voces adicionales en Shrek
- Elmer Gruñón / Pete Puma en Looney Tunes: Conejos en fuga
- Oficial en Jimmy Neutrón: El niño genio

### Telenovelas y series brasileñas
- Guillermo Bueno Pimenta (Gui) en Llamas de la vida
- Félix en Vidas opuestas
- Danilo en Los Tramposos
- Hadad en Los milagros de Jesús
- Amram (joven) en Moisés y los Diez Mandamientos
- Guilherme Gomes do Amaral en La esclava madre

Alexandre Barillari
- Aquiles en Vidas cruzadas
- Urias en Rey David
- Robério en Doña Xepa

Ângelo Paes Leme
- Salomón en Uga Uga
- Tere (adulto) en Alma gemela

Alexandre Rodrigues
- Zaqueu en La mestiza
- Bentinho en Niña moza

Aramis Trindade
- Clemente en La favorita
- José de las Muertes en Ciudad Paraíso

Otros
- Tony (Guillerme Weber) en El color del pecado
- Henrique (1.ª voz) (Gabriel Gracindo) en La esclava Isaura
- Tadeo (Cassio Reis) en Esas mujeres
- Luciano Botelho/Martin (Carmo Dalla Vecchia) en Cobras y lagartos
- Diogo Botiquário (Pedro Neschling) en Deseo prohibido
- Miguel (Daniel Lobo) en Belleza pura
- Dênis Azevedo (Marcos Pasquim) en Acuarela del amor
- Ismael Cunha (2.ª voz) (Juliano Cazarré) en Insensato corazón
- Sargento Xavier (Anderson Di Rizzi) en Dinosaurios y robots
- Ademar (Edmilson Barros) en Cuento encantado
- Zev (Oscar Calixto), Lázaro (Irán Malfitano) en Los milagros de Jesús
- Abner (Thiago Ciccarino) en Moisés y los Diez Mandamientos

### Videojuegos
- C en Naruto Shippūden: Ultimate Ninja Storm 4
- Voces adicionales en Batman: Arkham Knight